# Benjamin McKenzie
Pour les articles homonymes, voir McKenzie.
Benjamin « Ben » McKenzie Schenkkan, né à Austin (Texas) le 12 septembre 1978, est un acteur américain.
Révélé à la télévision par le rôle de Ryan Atwood dans le teen drama Newport Beach (2003-2007), il confirme avec les rôles de Ben Sherman dans la série télévisée dramatique Southland (2009-2013) et de James Gordon dans la série télévisée fantastique Gotham (2014-2019).

## Biographie

### Jeunesse et formation
Benjamin McKenzie, né Benjamin McKenzie Schenkkan, est l'aîné de trois frères ; Nate et Zack lui ayant succédé. Son père, Pete Schenkkan, est avocat et sa mère, Mary Frances, est poète. Il a passé toute son enfance dans sa ville natale d'Austin, au Texas. Il a aussi dû raccourcir son nom de famille, car Schenkkan était déjà celui d'un autre acteur. Il est donc simplement devenu Benjamin McKenzie. 
Diplômé d'économie et d'Affaires étrangères à l'université de Virginie en 2001, il commence alors à jouer dans différentes pièces, comme Mesure pour mesure ou Zoo Story. Il décide ensuite de déménager à New York pour accomplir son rêve : devenir acteur. 

### Carrière

#### Newport Beachet révélation

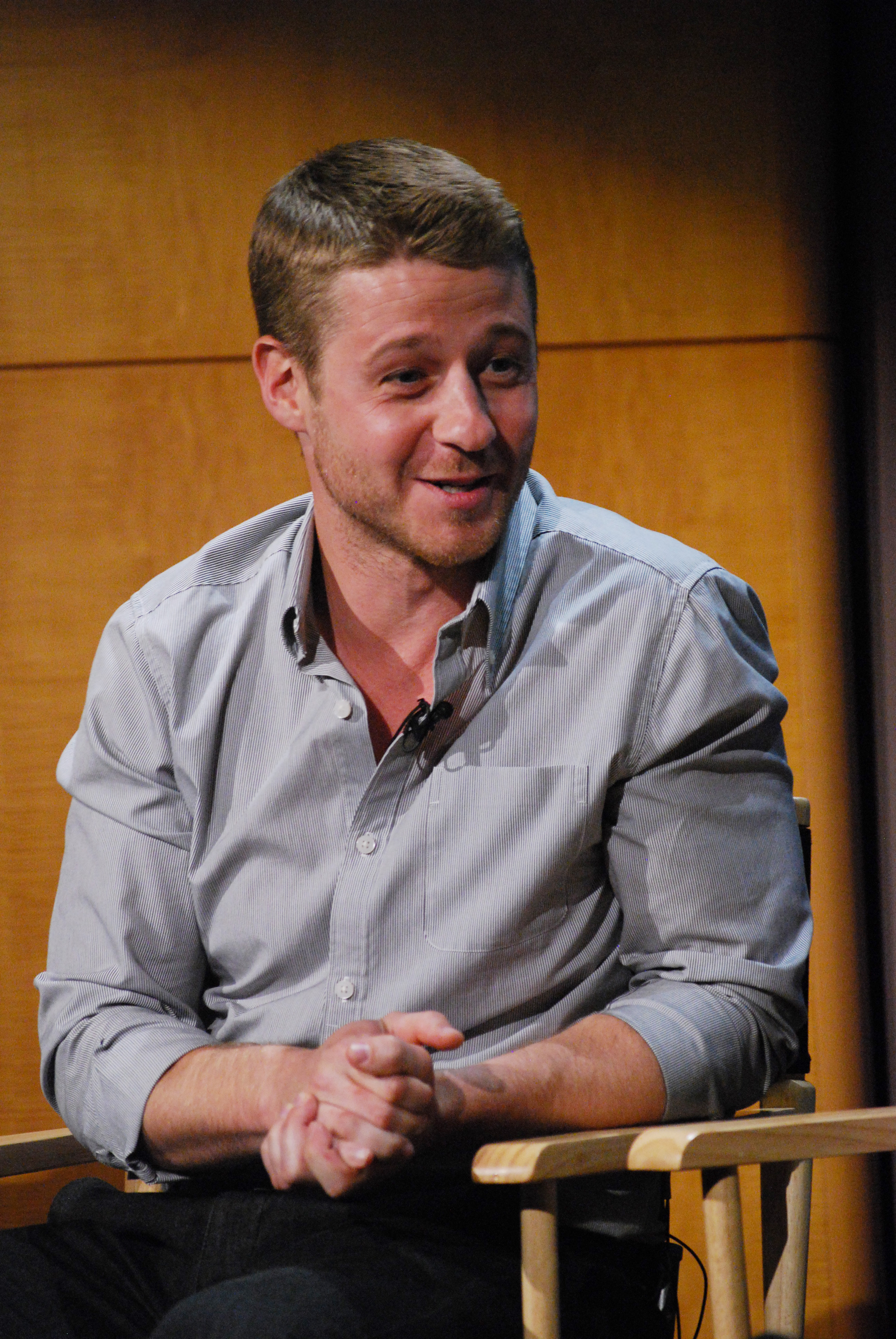
Au Paley Center for Media, en 2011, pour la promotion de la série télévisée Southland.

En août 2001, il enchaîne de nouvelles pièces de théâtre, par exemple Life Is A Dream et participe notamment au Festival de théâtre où il signe de belles performances avec des productions comme Street Scene (en) ou The Blue Bird[Lequel ?] avant de quitter New York pour Los Angeles. 
Benjamin continue à enchaîner les castings et décroche quelques petits rôles dans diverses séries télévisées comme JAG en février 2003 ou Washington Police en mai de la même année. 
Il se fera ainsi remarquer par une de ses apparitions et décroche ainsi le premier rôle masculin du teen drama Newport Beach en août 2003. C'est alors la consécration pour Benjamin qui est désormais très populaire et fait très souvent des couvertures de magazines avec les autres acteurs de la série. Son personnage Ryan Atwood est considéré comme culte.
En 2006, il remporte le prix Bravo Otto du meilleur acteur dans une série télévisée. Il est également cité à plusieurs reprises lors des Teen Choice Awards, une cérémonie de remise de prix populaire, qui est consacrée aux programmes destinés à un jeune public.  
L'année suivante, la série est arrêtée à l'issue de la quatrième saison à cause d'une forte érosion des audiences, principalement associée au départ de Mischa Barton. L'acteur se déclare ainsi très heureux d'avoir pu décrocher cette opportunité mais tient à préciser que son image de bad boy est un pur produit de la FOX et ne lui correspondait en aucune façon. 
Parallèlement au tournage de la série, il tourne dans deux longs métrages : D'abord la comédie dramatique Junebug avec Amy Adams et le thriller 88 Minutes avec Al Pacino.

#### DeSouthlandàGotham

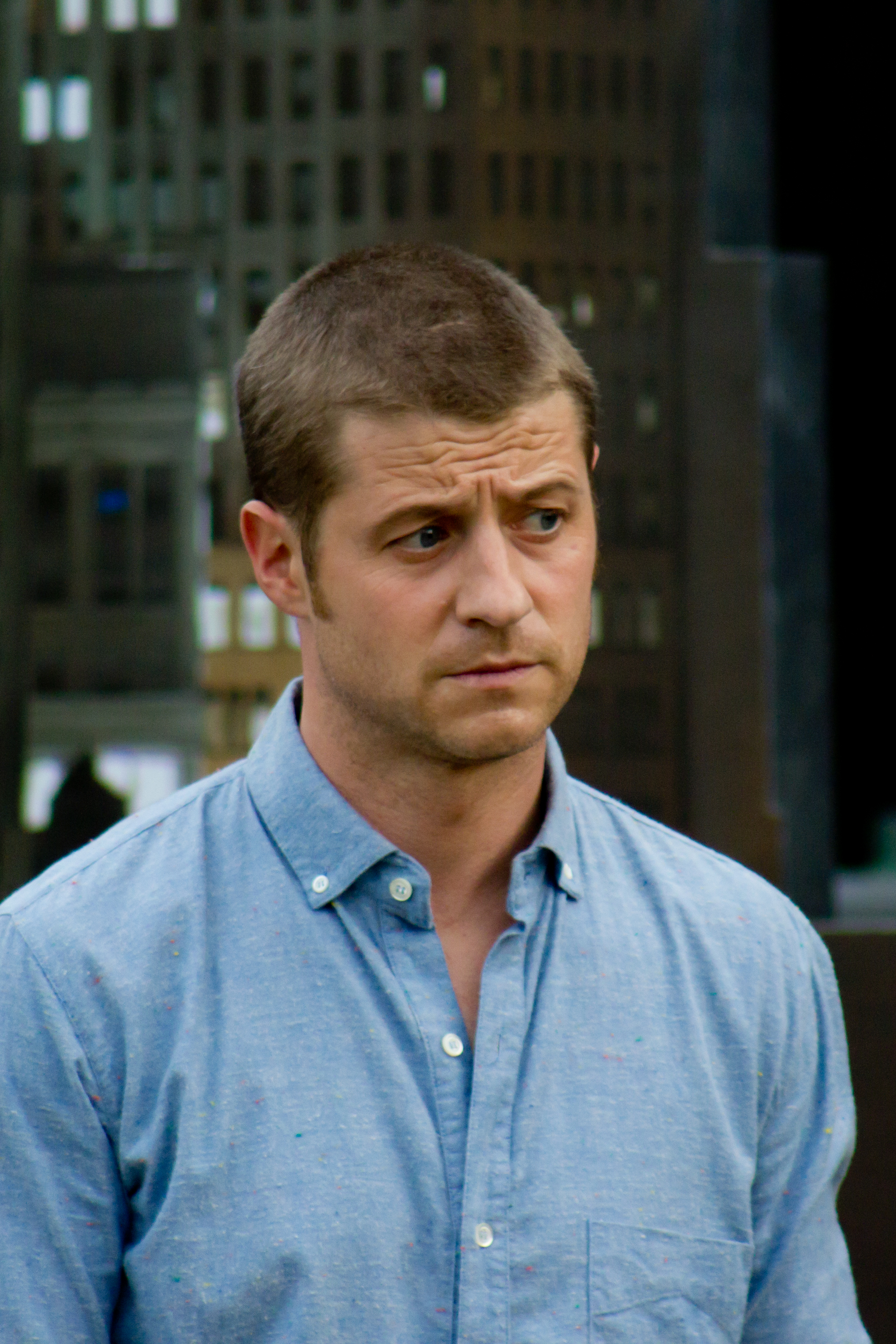
En 2014, sur le tournage de la série Gotham.

En 2009, il obtient l'un des rôles principaux dans la série télévisée dramatique et policière Southland, dans laquelle il interprète un jeune flic de Los Angeles. Il partage la vedette aux côtés de Michael Cudlitz, Shawn Hatosy et Regina King. Initialement produite par le réseau NBC, la série est ensuite récupérée par la chaîne TNT et diffusée jusqu'en 2013, après cinq saisons.  
Entre-temps, l'acteur s'illustre dans le cinéma indépendant, puis, il est à l'affiche, en 2013, de la comédie dramatique Goodbye World avec Adrian Grenier, Kid Cudi et Mckenna Grace. L'année suivante, il continue les rôles de soutien avec la comédie romantique Teach Me Love, portée par le trio de comédiens Pierce Brosnan, Salma Hayek et Jessica Alba.  
Il fait ensuite son retour sur le petit écran en décrochant le rôle principal de la nouvelle série fantastique Gotham. Il y incarne le jeune inspecteur James Gordon. La série se déroule à Gotham City et est centrée sur son personnage et ses débuts dans la police. Ce show lui permet de s'installer, une nouvelle fois, durablement sur le petit écran, et de décrocher quelques citations lors de cérémonies de remise de prix populaires comme les People's Choice Awards. A noté qu’en 2011, il joue le rôle de Batman dans le film Batman: Year One. 
En 2019, la série s'arrête au bout de cinq saisons,. Libéré de cet engagement, l'acteur rejoint ensuite le casting du film d'action Live! dans lequel il incarne l'antagoniste principal face à Aaron Eckhart et Dina Meyer.  

### Vie privée
Son meilleur ami est l'acteur Paul Wesley – un des acteurs principaux de Vampire Diaries – qu'il a rencontré sur le tournage de l'épisode 5 de la saison 1 de Newport Beach. 
Il est en couple avec l'actrice Morena Baccarin, sa partenaire dans la série Gotham, depuis mars 2015. Le 2 mars 2016, ils accueillent leur premier enfant ensemble : une petite fille prénommée Frances Laiz Setta Schenkkan. En novembre 2016, ils annoncent leurs fiançailles. Ils se sont mariés le 2 juin 2017. Le 9 mars 2021, il devient papa de son deuxième enfant, un petit garçon prénommé Arthur.

## Filmographie

### Cinéma

#### Courts métrages
- 2009 : The Eight Percent de Alexander Poe : John Keller
- 2011 : The Blisters: How Three Became Four de Christopher Storer : Dave (également producteur)
- 2014 : Judy Greer Is the Best Friend de Andrew Bush : Matt

#### Longs métrages
- 2005 : Junebug de Phil Morrison : Johnny Johnsten
- 2006 : 88 minutes de Jon Avnet : Mike Stempt
- 2008 : Johnny Got His Gun de Rowan Joseph : Joe Bonham
- 2011 : Batman: Year One de Sam Liu et Lauren Montgomery : Bruce Wayne / Batman (voix, vidéofilm)
- 2012 : Adventures in the Sin Bin de Billy Federighi : Michael
- 2012 : Decoding Annie Parker de Steven Bernstein (en) : Tom
- 2013 : Goodbye World de Denys Hennelly : Nick Randworth
- 2014 : Teach Me Love de Tom Vaughan : Bryan
- 2019 : The Report de Scott Z. Burns : officier de la CIA
- 2019 : The Investigation: A Search for the Truth in Ten Acts de Scott Ellis : Michael Flynn (vidéofilm)
- 2019 : 64 minutes chrono (Line of Duty) de Steven C. Miller  : Dean Keller

### Télévision

#### Téléfilm
- 2013 : The Advocates de David Nutter : Henry Bird

#### Séries télévisées
- 2002 : Washington Police (The District) : Tim Ruskin (1 épisode)
- 2003 : JAG : Tim Ruskin (1 épisode)
- 2003 - 2007 Newport Beach (The O.C.) de Josh Schwartz : Ryan Atwood (92 épisodes)
- 2004 : MADtv : Officier Spencer (1 épisode)
- 2009 - 2013 : Southland : Ben Sherman (43 épisodes)
- 2011 : Scooby-Doo : Mystères associés : Odnard (voix, 1 épisode)
- 2013 : Men at Work : Bryan (1 épisode)
- 2014 - 2019 : Gotham : James Gordon (rôle principal - 100 épisodes, également scénariste de 2 épisodes et réalisateur de 3 épisodes)
- 2016 : Gotham Stories : James Gordon (web-série - voix, 5 épisodes)
- 2017 : The Accidental Wolf : Charlie (1 épisode)

## Distinctions

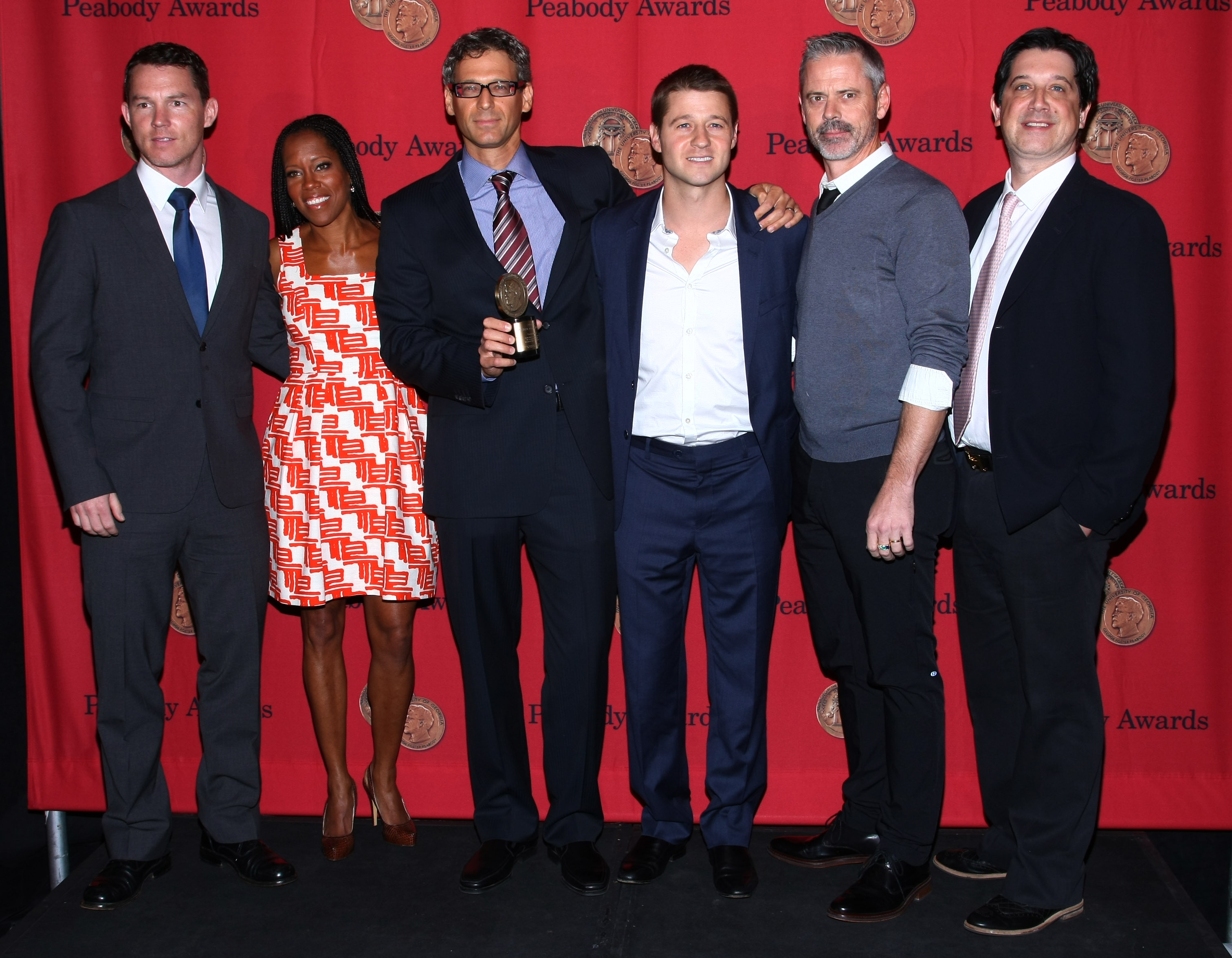
Avec une partie de la distribution de la série Southland, récompensée lors des Peabody Awards 2013.

Sauf indication contraire ou complémentaire, les informations mentionnées dans cette section proviennent de la base de données IMDb.

### Récompenses
- Bravo Otto 2006 : meilleur acteur dans une série télévisée pour Newport Beach
- Peabody Awards 2013 : meilleure série pour Southland, prix partagé avec Michael Cudlitz, Shawn Hatosy et Regina King

### Nominations
- Teen Choice Awards 2004 :
  - meilleur révélation masculine dans une série télévisée pour Newport Beach
  - meilleur acteur dans une série télévisée dramatique pour Newport Beach
- Teen Choice Awards 2005 :
  - meilleur acteur dans une série télévisée dramatique pour Newport Beach
  - meilleur alchimie à l'écran dans une série télévisée avec Mischa Barton pour Newport Beach
- Prism Award 2012 : meilleur acteur dans une série télévisée dramatique pour Southland
- 41e cérémonie des People's Choice Awards 2015 : Acteur préféré dans une nouvelle série télévisée pour Gotham
- Kids' Choice Awards 2016 : meilleur acteur dans une série télévisée familiale pour Gotham
- 18e cérémonie des Teen Choice Awards 2016 : meilleur acteur dans une série télévisée dramatique pour Gotham
- 21e cérémonie des Teen Choice Awards 2019 : meilleur acteur dans une série télévisée d'action pour Gotham

## Voix françaises
- Bruno Choël dans :
  - Teach Me Love
  - Gotham (série télévisée)

Et aussi : 
- Maël Davan-Soulas dans : Washington Police (série télévisée)
- Alexandre Gillet dans : Newport Beach (série télévisée)
- Ludovic Baugin dans : 88 Minutes
- Sébastien Desjours dans : Southland (série télévisée)
- Adrien Antoine dans : Batman: Year One (voix)